# Grani

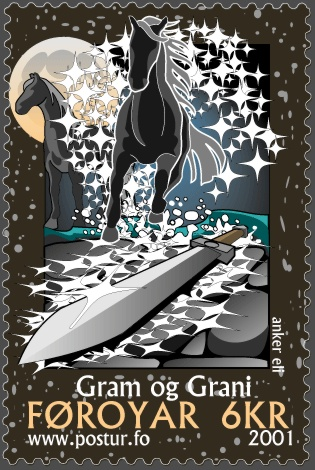
Grane y la espada Gram en un sello postal feroés.

Grane es el caballo de Brünnhilde, la hermana mayor de las valquirias, uno de los personajes protagonistas de la tetralogía wagneriana El anillo del Nibelungo. Grani y Brünnhilde tienen un papel apoteósico en el último acto del Ocaso de los Dioses, cuando se precipitan dentro de la gran pira que, gracias a su inmolación, abrasa el Valhalla y restablece el orden que se había roto con el robo del oro del Rin. Es, tal vez, el momento musical más sublime de toda la obra de Wagner.

## Kálfsvísa
El poema Kálfsvísa menciona a Grani como corcel del héroe Sigurðr.

## Representaciones

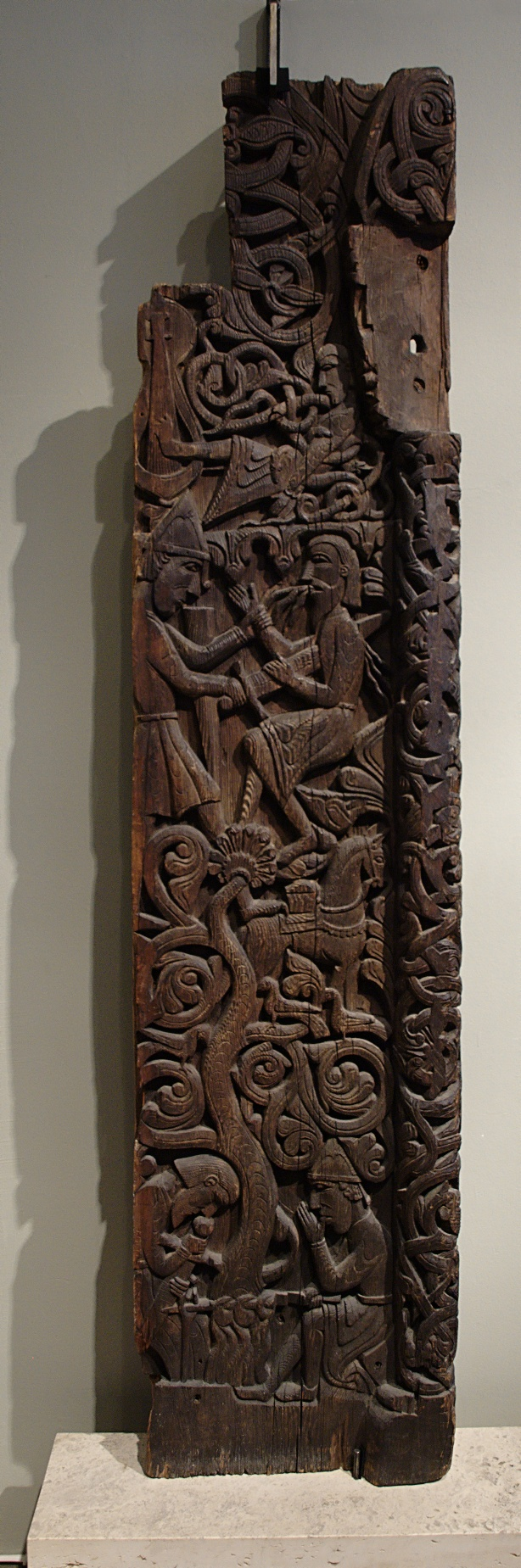
Hylestad I

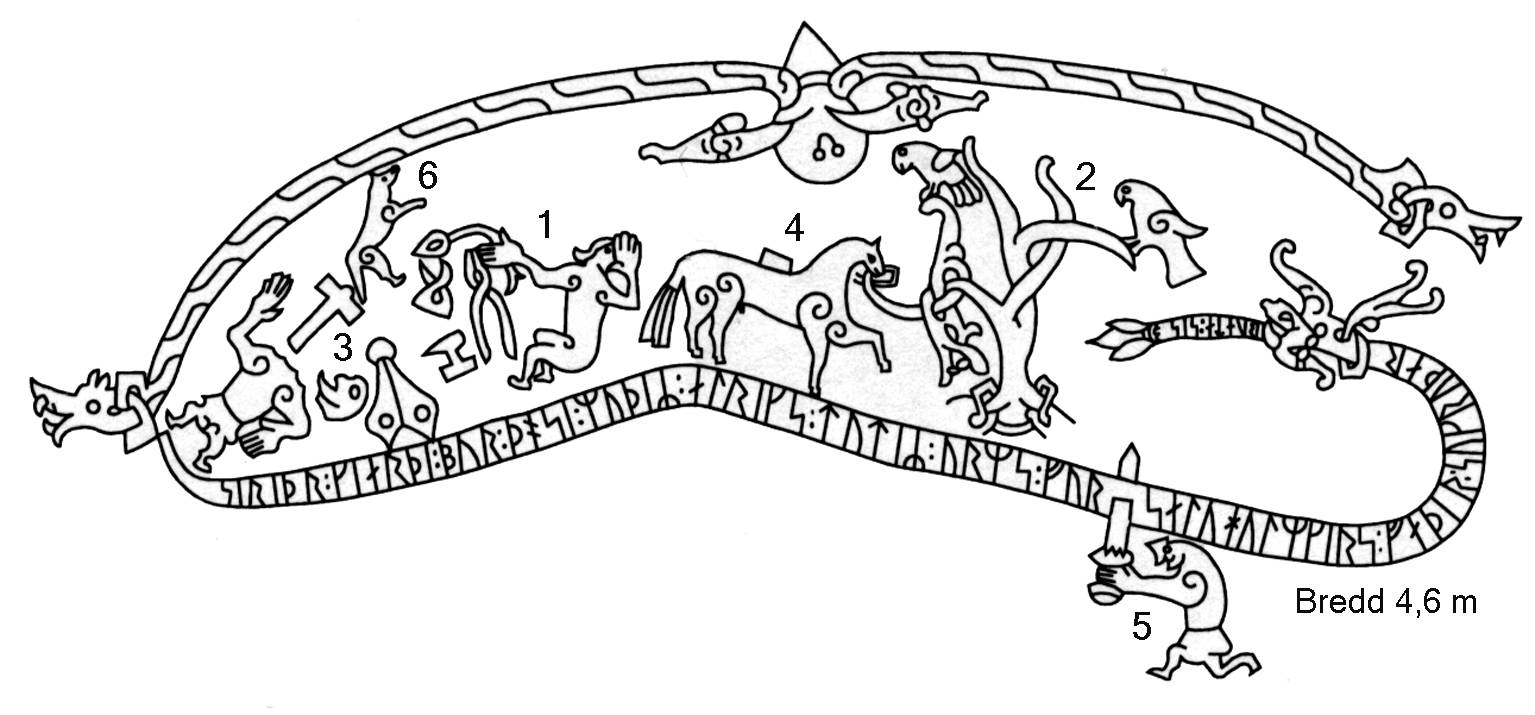
Piedra rúnica de Ramsund, que ilustra la leyenda de Sigurðr, con Grani en el medio

La piedra rúnica de Ramsund contiene una representación de Grani cargada con el tesoro del dragón Fafnir.· La parte izquierda del portal de madera de la Iglesia Hylestad, conocida como Hylestad I, ilustra la leyenda de Sigurðr y muestra un caballo que podría ser Grani.

## Cultura popular
En el anime Digimon Tamers, el equipo salvaje, con el fin de ayudar a los tamers que enfrentar al D-Reaper, modifican el arca que usaron para regresarlos al mundo real, dándole una armadura compuesta de Chrome Digizoid y un arsenal de armas, renombrada como Zero Arms Grani, en relación con este mitológico caballo.
En el anime Saint Seiya: Soul of Gold existe un dios guerrero llamado Sigmund de Grane, el cual es hermano mayor de Siegfried de Dubhe Alpha, y su armadura "God Robe" es representada por este caballo mitológico y la espada Gram.